# Il buco (film 2019)
Il buco (El hoyo) è un film del 2019 diretto da Galder Gaztelu-Urrutia.

## Trama
In una sorta di prigione che si sviluppa in verticale su un gran numero di livelli, al piano 0, situato in cima all’edificio, è presente una cucina attrezzatissima il cui personale ha il compito di imbandire ogni giorno una larga tavola, la "piattaforma", con i piatti preferiti di tutte le persone imprigionate nei piani sottostanti. Ogni piano è numerato e due compagni ogni mese vengono spostati da un livello all’altro insieme, se entrambi sopravvissuti, in maniera casuale. La stanza presenta un lavandino con cui lavarsi, degli asciugamani per pulirsi e un gabinetto. La piattaforma scende verticalmente attraverso "la fossa" o "il buco", un'apertura quadrata al centro di ogni piano. Non avendo cibo con sé, i prigionieri hanno la possibilità di mangiare, entro un paio di minuti, gli avanzi di chi sta ai piani superiori.
Il protagonista è Goreng, uno dei volontari della sperimentazione che, munito del libro Don Chisciotte della Mancia, decide di entrare nell’edificio per sei mesi in cambio di un attestato di permanenza, del tutto incosciente della reale situazione. Al suo primo mese di permanenza, Goreng viene assegnato al 48º livello; il suo compagno di cella è Trimagasi, un anziano munito di un coltello affilato e che deve scontare un anno di pena per omicidio colposo. L'anziano gli spiega le principali regole del posto, in particolare che ogni stanza viene estremamente riscaldata o raffreddata se i prigionieri tentano di tenersi del cibo dopo che la piattaforma ha lasciato il loro livello. Dopo il primo mese i due si trovano al livello 171, a cui la piattaforma ogni giorno giunge ormai priva di alimenti. Qui Goreng si risveglia legato al letto da Trimagasi, che dopo otto giorni decide di mettere in atto il suo piano, ossia iniziare mangiare alcuni pezzi della carne di Goreng. Al primo taglio inflitto alla gamba dell'uomo, Trimagasi viene brutalmente assalito da Miharu, una donna che ogni mese staziona sulla piattaforma per scendere in cerca di sua figlia (difatti era già comparsa sulla piattaforma il mese prima, venendo poi aiutata da Goreng). La donna libera Goreng che finisce Trimagasi e, dopo aver mangiato un po' della carne di quest’ultimo, continua a scendere alla ricerca di sua figlia.
Il mese seguente Goreng si sveglia al livello 33 con una donna, Imoguiri, accompagnata dal suo cane bassotto Ramses II. Ella è una funzionaria che fa parte dell'amministrazione, ovvero si occupa dei colloqui con i futuri prigionieri: la donna ricorda bene Goreng per la sua scelta di portare con sé un libro. Imoguiri, venuta a conoscenza di essere ammalata di cancro ormai in stadio terminale, si era offerta anch'essa volontaria ad entrare nella fossa. Imoguiri raziona il suo cibo, facendo i turni un giorno per uno con il suo cane e inoltre prepara già nei piatti la porzione per i prigionieri del livello successivo, il 34, cercando inutilmente di convincerli a fare lo stesso per quelli del livello 35. Un giorno Miharu giunge al loro piano e uccide il cane della donna, per nutrirsene.
Il mese successivo Goreng si risveglia al livello 202 da solo: Imoguiri, scoprendo che i livelli non sono 200 come lei pensava bensì molti di più, si suicida impiccandosi, non solo per il senso di colpa ma anche per sacrificare il suo corpo e poter sfamare Goreng. Egli inizia ad avere allucinazioni su di lei e Trimagasi, passando i giorni in completa agonia. Il mese successivo si risveglia al livello 6 e il suo compagno di cella stavolta è Baharat, che, per mezzo della sua fune, tenta di arrampicarsi e raggiungere il livello superiore con l'aiuto di coloro che si trovano al quinto piano. Tuttavia, la coppia del livello successivo lo respinge, defecandogli sul volto mentre tenta di risalire con la corda. Goreng dice a Baharat che, sulla base del tempo di stazionamento della piattaforma, ha stimato un totale di 250 livelli, e lo convince a scendere con lui per aiutarlo a far razionare il cibo a partire dal livello 51. Il loro obiettivo è cercare di far arrivare il cibo all'ultimo piano e difendere a ogni costo un piatto di panna cotta, ritenuto il "messaggio" da far arrivare al livello 0 per poter dimostrare di aver sconfitto il sistema. Infatti Imoguiri, prima di morire, gli ha riferito che l’obiettivo della fossa è quello di condividere ciò che si ha (il cibo) tra tutti, soprattutto con chi si trova in maggiore difficoltà.
Durante la discesa distribuiscono porzioni ai prigionieri, attaccando coloro che si ribellano o che tentano di mangiare più del dovuto. In uno dei piani inferiori assistono alla scena dell'uccisione di Miharu da parte di un detenuto ed entrambi subiscono gravi lesioni mentre cercano di difenderla. Goreng e Baharat continuano a scendere e scoprono che la piattaforma non si ferma per i soliti due minuti nei livelli dove non ci sono vivi, fino a raggiungere l'ultimo livello, il 333, dove Goreng da sotto il letto intravede una bambina. Non esita a scendere dalla piattaforma ed essa riscende lasciando loro nel livello con la panna cotta ancora intatta. I due, dopo qualche titubanza, danno da mangiare la panna cotta alla bambina e si rendono conto che è lei il reale messaggio da far recapitare al livello 0, in quanto, secondo le regole riferitegli da Imoguiri, nella prigione non potevano entrare minori di 16 anni. Il giorno successivo Goreng trova Baharat morto dissanguato dalla precedente ferita e, al ritorno della piattaforma, egli vi sale sopra portando anche la bambina, ritrovandosi infine sul fondo della fossa. Qui si rende conto che lui non è in grado di salire con lei e infatti l'allucinazione di Trimagasi gli va incontro, dicendogli che il messaggio non richiede portatore. Pertanto Goreng lascia la piattaforma e si allontana, girandosi a guardare la bambina che, con estrema velocità, viene trasportata verso il livello 0.

## Distribuzione

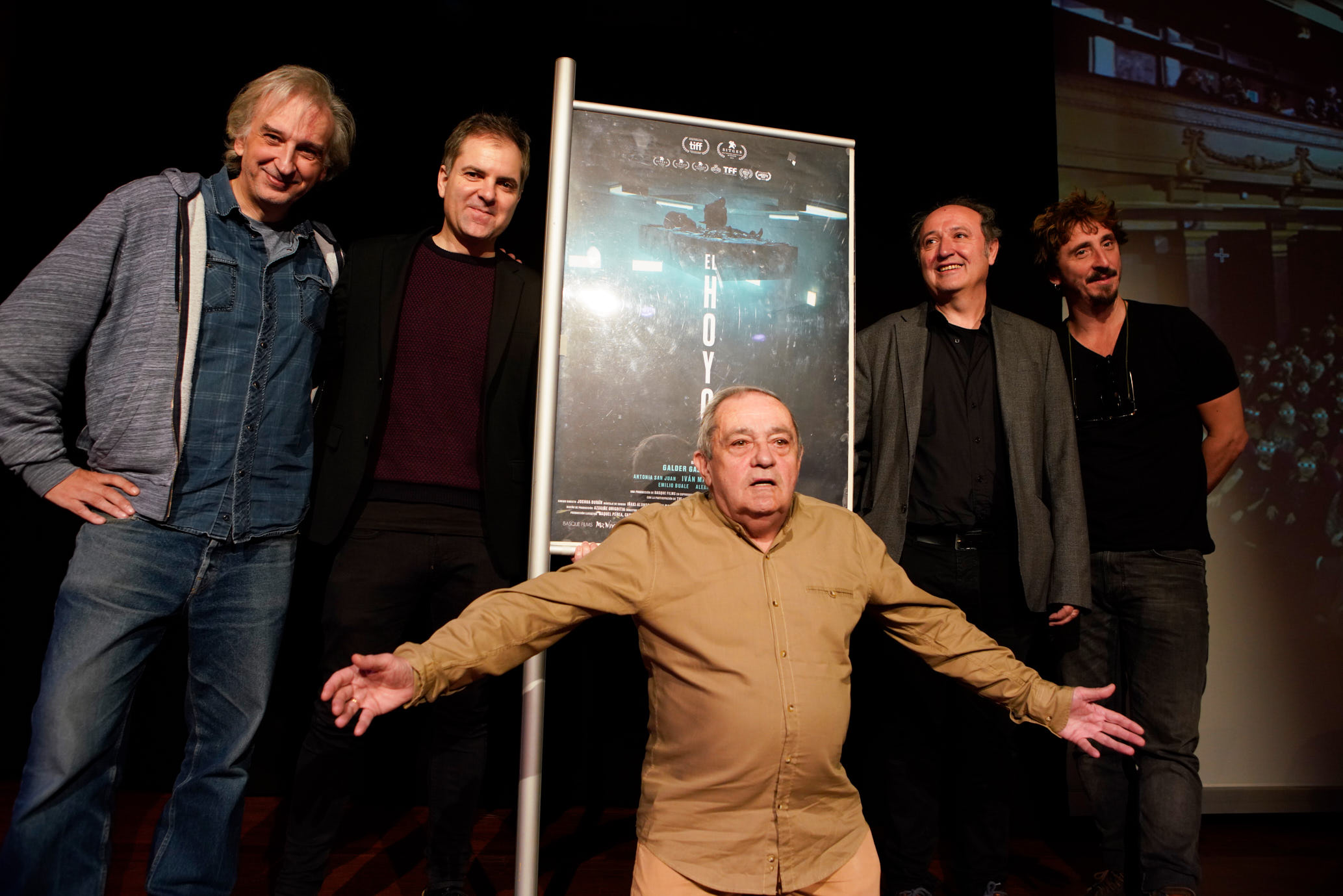
Pedro Rivero, Galder Gaztelu-Urrutia, Zorion Egileor, Carlos Juárez e Iván Massagué

È stato presentato in anteprima mondiale al Toronto International Film Festival il 6 settembre 2019, dove ha vinto il premio del pubblico. Al TIFF, il film è stato acquistato da Netflix. L'anteprima europea è avvenuta al Sitges - Festival internazionale del cinema fantastico della Catalogna, dove la pellicola si è aggiudicata quattro premi. Un'anteprima italiana è avvenuta al trentasettesimo Torino Film Festival.
Il film è stato distribuito nelle sale cinematografiche spagnole l'8 novembre 2019 ed in quelle hongkonghesi il 6 marzo 2020. Nel resto del mondo è stato distribuito da Netflix il 20 marzo 2020, in tutti i paesi dove il servizio è disponibile, paesi asiatici esclusi.

## Divieti
In Italia il film è stato vietato ai minori di 18 anni.

## Accoglienza

### Incassi
In Spagna il film ha incassato 218 000 euro (circa 240 000 dollari) di cui 75 400 euro nel primo fine settimana di programmazione. Nelle sale cinematografiche hongkonghesi, invece, la pellicola ha incassato poco più di 350 000 dollari per un incasso globale di circa 592 000 dollari.

## Riconoscimenti
- 2019 – Toronto International Film Festival[5]
  - Grolsch People's Choice Award
- 2019 – Sitges - Festival internazionale del cinema fantastico della Catalogna[6]
  - Miglior film
  - Gran Premio del Pubblico
  - Migliori effetti visivi
  - Premio Citizen Kane per il miglior regista rivelazione
- 2019 – Torino Film Festival[7]
  - Premio Scuola Holden (miglior sceneggiatura)
- 2020 – Premio Ferroz[8]
  - Candidatura per il miglior film
  - Candidatura per la miglior attrice non protagonista ad Antonia San Juan
  - Candidatura per la miglior sceneggiatura
  - Candidatura per il miglior trailer
  - Candidatura per la migliore locandina
  - Candidatura per il miglior regista
- 2020 – Premio Gaudí[9]
  - Migliori effetti speciali
  - Candidatura per la miglior sceneggiatura
  - Candidatura per il miglior film non in lingua catalana
- 2020 – Premio Goya[10]
  - Miglior effetti speciali
  - Candidatura per il miglior regista esordiente
  - Candidatura per la migliore sceneggiatura originale